# Novios Plautios

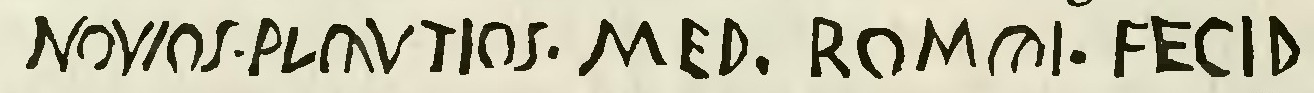
Signatur des Novios Plautios

Novios Plautios war ein praenestinischer Toreut (Metallhandwerker). Er wirkte im 3. Jahrhundert v. Chr.

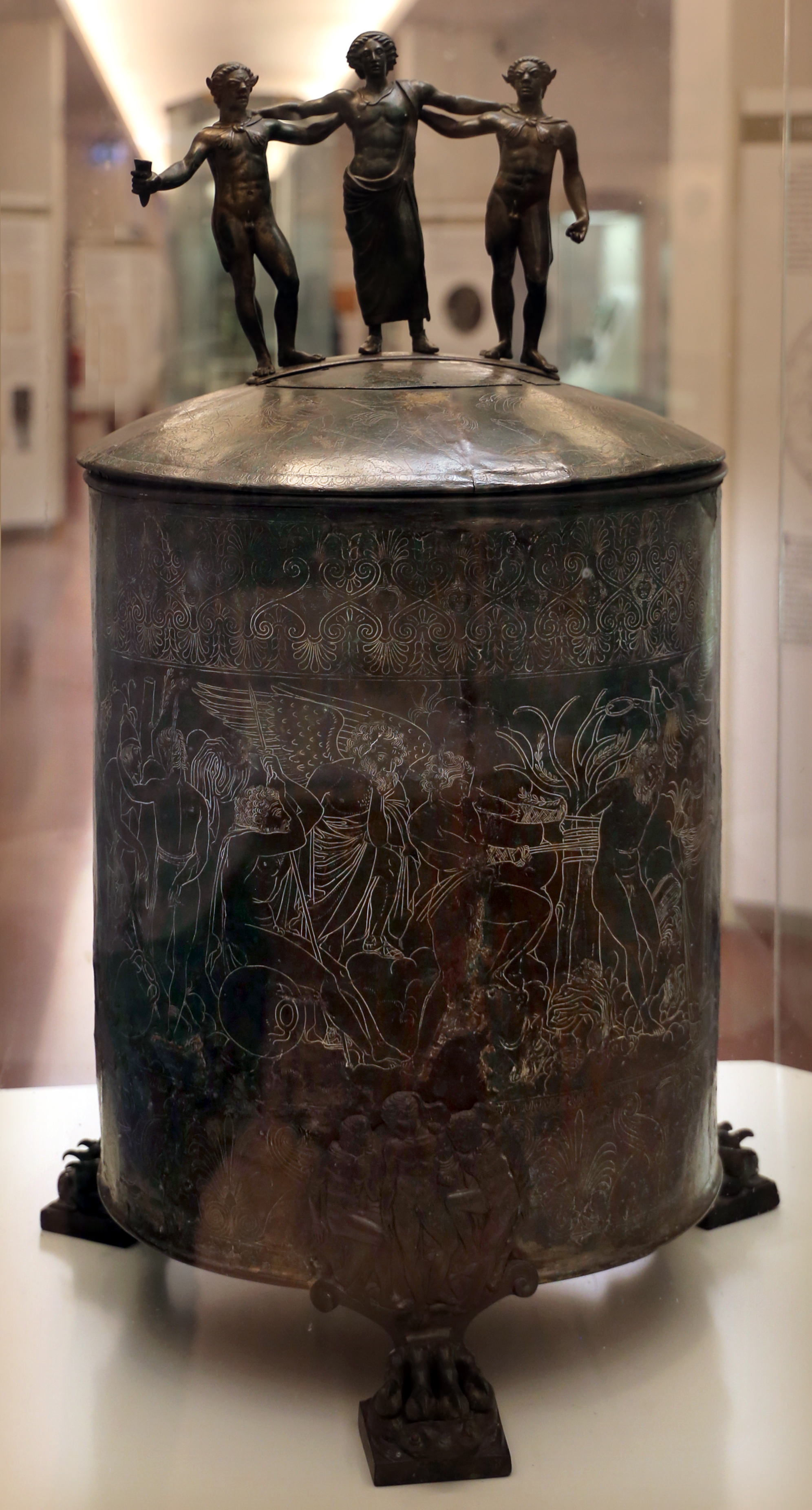
Die Ficoronische Cista

Novios Plautios ist heute nur noch von seiner Signatur auf einer Cista bekannt. Dabei handelt es sich um die sogenannte Ficoronische Cista, die mit einer Höhe von 77 cm und einem Durchmesser von 59 cm größte Cista überhaupt und zugleich die einzige von einem Handwerker signierte. Sie wurde 1738 in der Nekropole von Palestrina gefunden und von dem Antiquar und Sammler Francesco de’ Ficoroni erworben. Er schenkte sie dem Museo Kircheriano in Rom. Heute gehört sie zur Sammlung des Museo Nazionale Etrusco di Villa Giulia. Die Signatur auf der Cista lautet lateinisch NOVIOS PLAVTIOS MED ROMAI FECID. Eine weitere Inschrift besagt lateinisch DINDIA MACOLNIA FILEAI DEDIT. Die Inschrift in einem archaischen Latein besagt demnach Novios Plautios hat mich in Rom gemacht, Dindia Macolnia hat mich ihrer Tochter geschenkt. Dindia Macolnia ist sonst nicht weiter bekannt, dürfte aber einer der vornehmen Familien der Stadt angehört haben.
Der Stil der Friese ist nicht einheitlich, weshalb er zwei Handwerkern zugeschrieben wird. Der qualitativ bessere Hauptfries mit einer Szene aus der Argonautensage, die zugehörigen Ornamentbänder sowie die Attaschen auf den Cistenfüßen werden dabei Novios Plautios zugeschrieben, die gröberen, nachlässigeren Jagdszenen auf dem Deckel sowie die Deckelfiguren einem weiteren Handwerker. Ein Spiegel in Bologna ist den Novios Plautios zugeschriebenen Friesen so ähnlich, dass auch er von ihm geschaffen worden sein könnte.
Aufgrund des starken griechischen und etruskischen Einflusses wird über eine Herkunft des Novios Plautios aus einer der griechischen oder etruskischen Städte spekuliert.

## Einzelbelege
1. ↑  Rom, Museo Nazionale Etrusco di Villa Giulia, Inventarnummer 24787.
2. ↑  CIL 01, 561.
3. ↑  Bologna, Museo civico archeologico, Inventarnummer 1072.

| Personendaten    | Personendaten                                      |
| ---------------- | -------------------------------------------------- |
| NAME             | Novios Plautios                                    |
| ALTERNATIVNAMEN  | Plautios, Novios                                   |
| KURZBESCHREIBUNG | antiker praenestinischer Toreut                    |
| GEBURTSDATUM     | 4. Jahrhundert v. Chr. oder 3. Jahrhundert v. Chr. |
| STERBEDATUM      | 3. Jahrhundert v. Chr. oder 2. Jahrhundert v. Chr. |